# Пятьдесят оттенков свободы
«Пятьдесят оттенков свободы» (англ. Fifty Shades Freed) — третья и последняя часть трилогии Пятьдесят оттенков серого, которая рассказывает о начале семейной жизни Кристиана и Анастейши Грей.
Роман был включён в список бестселлеров по версии Publishers Weekly за 2012 год.

## Сюжет
Анастейша «Ана» Стил и Кристиан Грей возвращаются в Сиэтл после долгого медового месяца. Кристиан расстроен, узнав, что Анастейша сохранила свою девичью фамилию на работе. После некоторого сопротивления она смягчается и меняет ее на Грей, поняв, как это важно для Кристиана. В качестве запоздалого свадебного подарка Кристиан дарит Ане издательство Seattle Independent Publishing и планирует переименовать его в Grey Publishing.
Пока Кристиан находится в деловой поездке в Нью-Йорке, Анастейша идет выпить с давней подругой Кейт Кавана, делая это вопреки желанию Кристиана. Вернувшись домой, она обнаруживает, что ее бывший босс Джек Хайд, которого уволили за попытку сексуального насилия над ней, был задержан сотрудниками службы безопасности. В его кармане найдена клейкая лента, а в фургоне — транквилизаторы и записка с требованием выкупа ― все указывает на то, что он намеревался похитить ее. Джек арестован. Разозлившись на Ану за то, что она бросила ему вызов, Кристиан прерывает свою деловую поездку в Нью-Йорк и возвращается в Сиэтл. Разъяренный тем, что Ана нарушила свое обещание пригласить Кейт вместо того, чтобы пойти куда-нибудь, расстроенный Кристиан дуется, пока Ана спит. В конце концов, они ссорятся, и Ана ругает его за то, что он слишком властный и собственник. Она требует большей свободы и встреч с друзьями. Кристиан наконец смягчается, поняв, как много значат друзья для Аны и что она поступила правильно, оставшись с Кейт, а не дома. Вскоре после этого Кристиан удивляет ее поездкой в Аспен вместе с Кейт, Эллиотом, Мией и братом Кейт Итаном. Находясь там, Эллиот делает предложение Кейт, и она соглашается.
Отчим Аны, Рэй, находится в медикаментозной коме после автомобильной аварии. Когда он просыпается через несколько дней, Ана и Кристиан договариваются перевезти его в Сиэтл для выздоровления. Это также выходные в честь дня рождения Аны. Кристиан удивляет на ужине. Он дарит ей браслет с талисманами, представляющими все их первые «разы», включая рожок мороженого, символизирующий их ванильные отношения. Кристиан также дарит ей Audi R8. Вскоре после этого Ана узнает, что беременна. Кристиан сердито обвиняет ее в том, что она нарочно забеременела, и уходит. На следующее утро он возвращается рано пьяный, утверждая, что Ана предпочтет ему ребенка. Он уверен, что у них будет сын. Ана говорит, что это может быть девочка, хотя Кристиан отказывается принять это из-за своей сексистской и шовинистической натуры. Ана приходит в ярость, когда обнаруживает текстовое сообщение на телефоне Кристиана от его бывшей возлюбленной Елены Линкольн,  женщины, которая соблазнила его, когда ему было пятнадцать, и познакомила с БДСМ-стилем жизни. В сообщении указано, что они встретились, чтобы выпить.
Следующие два утра Анастейша и Кристиан почти не разговаривают друг с другом: Кристиан злится из-за незапланированной беременности, Анастейша расстроена его ночной встречей с Еленой, хотя Кристиан настаивает, что их отношения давно закончились. Когда Кристиан уезжает по делам на несколько дней, Ане звонит Джек Хайд. Он похитил Мию Грей и требует 5 миллионов долларов за два часа. Он предупреждает Ану, чтобы она никому не рассказывала, иначе он убьет Мию.
Анастейша симулирует болезнь и возвращается домой, чтобы сбежать от своего телохранителя Сойера. Она берет пистолет и идет в банк. Собирая деньги, подозрительный менеджер банка звонит Кристиану, который считает, что Ана уходит от него. Чтобы защитить жизнь Мии, Ана лжет Кристиану, говоря, что оставляет его растить ребенка в одиночку. Хайд приказывает Ане оставить свой телефон, но она обманывает его, забирая вместо этого телефон менеджера банка и выбрасывая его в мусорное ведро. Она выходит через черный ход к ожидающей машине, потрясенная тем, что сообщница Хайда — Элизабет Морган, ее коллега. Передавая деньги, Хайд пытается убить Ану из мести за потерю работы, заставляя Элизабет чувствовать себя виноватой за то, что она в этом замешана. Разгневанная его поведением и тем, что он причинил боль Ане, Элизабет спорит с Хайдом. Лежащая на земле и вся в синяках, Ана стреляет Хайду в ногу. Когда Ана начинает терять сознание, она слышит, как Кристиан зовет ее по имени.
Ана просыпается три дня спустя в больнице рядом с Кристианом. Хотя он зол на безрассудство Аны и все еще беспокоится об отцовстве, он понимает, насколько важен для нее их ребенок, и они мирятся. Ана возвращается домой на следующий день. Кристиан узнает от своего частного детектива Уэлча, что у них с Хайдом была одна и та же приемная семья. Он рассказывает Ане о том, как познакомился с Еленой и был соблазнен ею. Познакомив его с миром БДСМ, Елена помогла Кристиану научиться контролировать свою жизнь. Если бы она не вмешалась, он все еще страдал бы от ужасных воспоминаний о своей матери и никогда не смог бы контролировать свою жизнь. Ана чувствует себя виноватой за свое поведение, когда он объясняет, как в итоге встретился с Еленой. Он искал своего психиатра, доктора Флинна, потому что ему нужна была помощь, и когда он не смог связаться с Флинном, Кристиан оказался в салоне Елены, чтобы поговорить с кем-нибудь о своих проблемах. Елена случайно оказалась в салоне, когда она закрывалась. Она знала, что Кристиан и Ана поссорились из-за беременности. Елена повела его в свой любимый бар, чтобы выпить и помочь ему расслабиться. Хотя она и приставала к нему, Елена поняла, что Кристиан любит Ану, и в конце концов согласилась уехать на хороших условиях. Он заверяет ее, что она поступила правильно, вызвав его за его поведение, потому что доктор Флинн был прав в том, что ему еще многое предстоит сделать.
На следующий день разъяренный Кристиан узнает от Уэлча, что бывший муж Елены, Эрик Линкольн, вызволил Джека из тюрьмы назло за ее роман с Кристианом. Кристиан рассказывает Ане, что, узнав об их романе, Эрик жестоко избил Елену и развелся с ней. Несмотря на уговоры Кристиана, Елена отказалась выдвигать обвинения против Эрика из чувства вины за этот роман. Кристиан отомстил, выкупив лесозаготовительную компанию Эрика Линкольна, чтобы продать ее. Также стало известно, что Элизабет призналась полиции, что Хайд шантажировал ее, чтобы она стала его сообщницей. (Однако ее окончательная судьба остается загадкой.)
Семь месяцев спустя у Аны и Кристиана рождается сын по имени Теодор Рэймонд Грей по прозвищу Тедди. Два года спустя Ана на шестом месяце беременности их вторым ребенком, дочерью, которую они решили назвать Фиби Грей. Эллиот и Кейт поженились, и у них есть двухмесячная дочь по имени Ава. В конце, после БДСМ-секса, Ана и Кристиан готовятся отпраздновать второй день рождения Тедди со своей семьей и друзьями.

## Персонажи
- Анастейша «Ана» Роуз Грей ― главный редактор SIP (Seattle Independent Publishing) и жена Кристиана Грея.
- Кристиан Грей ― приемный сын доктора Грейс Тревельян-Грей и Каррика Грея. 28-летний генеральный директор Grey Enterprise Holdings, Inc и муж Анастейши.
- Джейсон Тейлор ― самый лучший телохранитель Кристиана и глава службы безопасности Кристиана.
- Люк Сойер ― телохранитель, отвечающий за защиту Аны.
- Джек Хайд ― бывший босс Аны и главный антагонист.
- Миа Грей — приемная дочь Каррика Грея и доктора Грейс Тревельян Грей и младшая сестра Кристиана Грея и Эллиота Грея.
- Кэтрин «Кейт» Кавана ― лучшая подруга Аны и жена Эллиота Грея.
- Эллиот Грей ― старший брат Кристиана Грея, Мии Грей и мужа Кэтрин.
- Елена Линкольн — бывшая подруга Грейс Тревельян Грей и бывшая доминанта Кристиана. Бывший муж Елены, Эрик, узнал о ее романе с Кристианом, жестоко избил ее и развелся с ней. Она отказалась выдвигать против него обвинения из чувства вины. Один из главных антагонистов в фильме «На пятьдесят оттенков темнее».
- Доктор Грейс Тревельян-Грей — приемная мать Кристиана.
- Каррик Грей — приемный отец Кристиана.
- Рэй Стил ― отчим Аны, который усыновил ее и дал ей свою фамилию.
- Итан Кавана ― старший брат Кейт Кавана.
- Нишант Мишра — швейцар корпоративного офиса Кристиана.
- Лейла Уильямс — бывшая подчиненная Кристиана.
- Элизабет Морган — коллега Аны по SIP и сообщница Джека Хайда.
- Мистер Эрик Линкольн — владелец Lincoln Timbers и бывший муж Елены.
- Теодор «Тедди» Рэймонд Грей — сын Анастейши и Кристиана Грей.

## Приём
Книга вошла в Список бестселлеров по версии The New York Times под третьим номером. В Великобритании роман разошелся тиражом более двух миллионов экземпляров.

## Экранизация
Съёмки третьего фильма проводились параллельно со съёмками второго фильма. Снимался фильм в Ванкувере (Канада), Париже и Ницце, панорамные съемки также проходили в Сиэтле (штат Вашингтон) и Аспене (штат Колорадо).
Мировая премьера состоялась 6 февраля 2018 года. Премьера в России — 9 февраля 2018 года.